# Glomeris schubarti
Glomeris schubarti är en mångfotingart som beskrevs av Karl Wilhelm Verhoeff 1931. Glomeris schubarti ingår i släktet Glomeris och familjen klotdubbelfotingar. Inga underarter finns listade i Catalogue of Life.